# Bitwa pod Warszawą (1944)

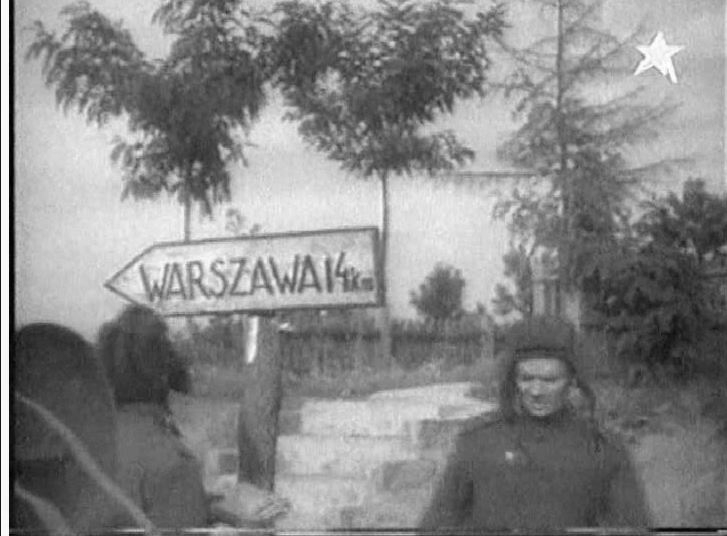
Czołgiści radzieckiej 2 Armii Pancernej 14 kilometrów od Warszawy

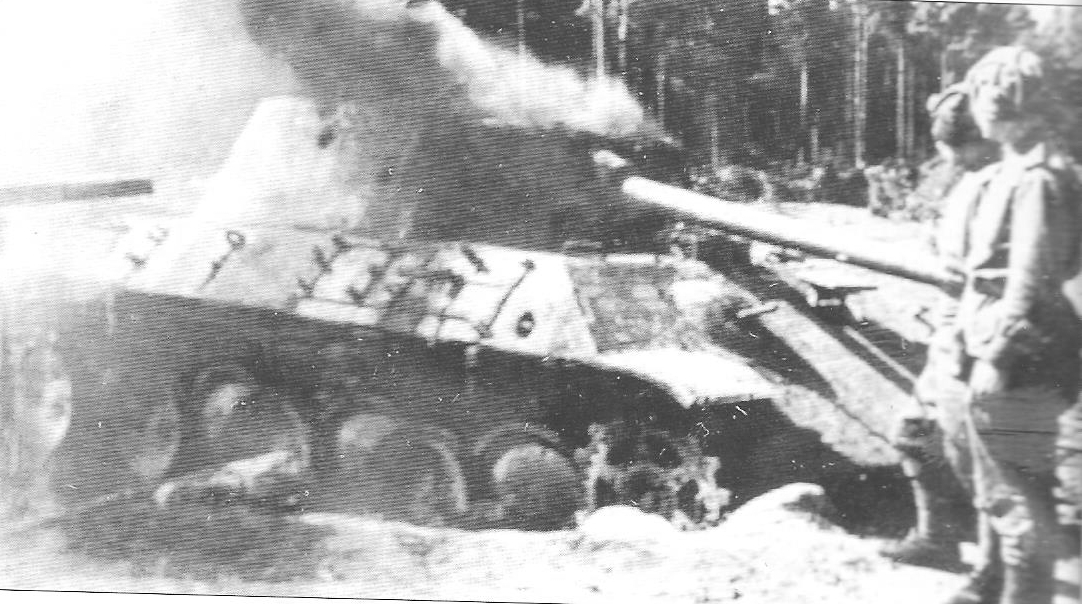
Radzieccy czołgiści patrzą na płonącą Panterę w czasie bitwy pod Warszawą

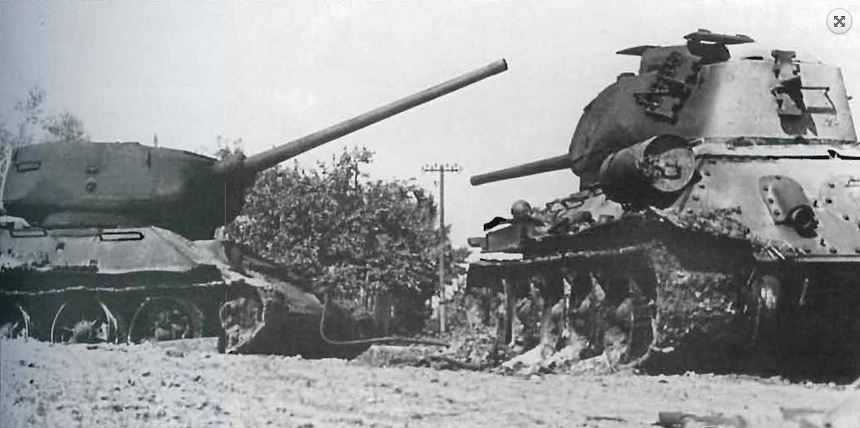
Zniszczone czołgi T-34-85 w czasie bitwy pod Warszawą

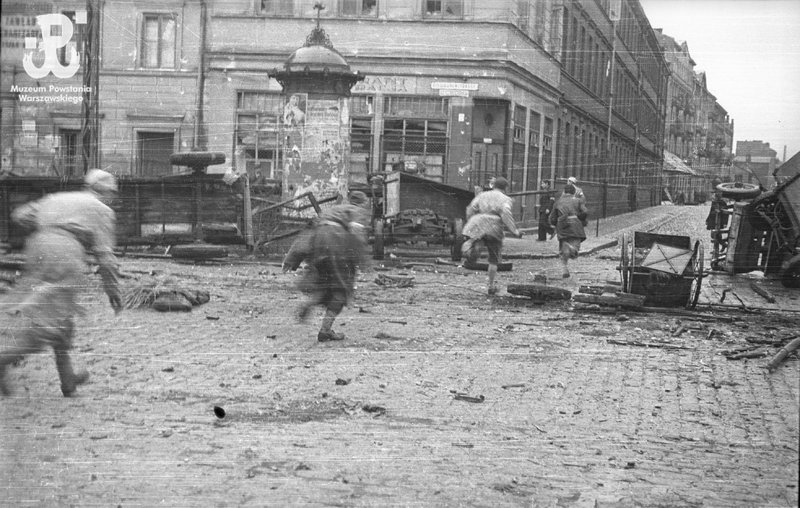
Bitwa pod Warszawą była ostatnim impulsem do podjęcia decyzji o rozpoczęciu powstania warszawskiego

Bitwa pod Warszawą (znana jako bitwa pancerna na przedpolach Warszawy, bitwa pod Radzyminem lub bitwa pod Wołominem) – bitwa stoczona w czasie II wojny światowej na prawym brzegu Wisły na wschód od Warszawy w dniach 25 lipca – 5 sierpnia 1944 roku pomiędzy radziecką 2 Armią Pancerną a niemieckimi oddziałami między innymi dywizjami Waffen-SS „Wiking” i „Totenkopf” oraz dywizją „Hermann Göring”. Bitwa zbiegła się z działaniem Armii Krajowej z radzymińskiego Obwodu „Rajski Ptak”, której oddziały w lipcu 1944 roku przystąpiły do akcji „Burza”.
W bitwie brały udział jednostki 3 Korpusu Pancernego, 8 Korpusu Pancernego i 16 Korpusu Pancernego z radzieckiej 2 Armii Pancernej w sile około 700 czołgów i dział, nacierającej od strony Lublina przez Dęblin oraz kilka dywizji pancernych wojsk niemieckich, a mianowicie: 1 Dywizji Pancerno-Spadochronowej „Hermann Göring”, 5 Dywizji Pancernej SS „Wiking”, 3 Dywizji Pancernej SS „Totenkopf” oraz 4 i 19 Dywizji Pancernej. Walki rozgrywające się na przedpolach Warszawy były ostatnim impulsem do podjęcia decyzji o rozpoczęciu powstania warszawskiego. W bitwie po obu stronach wzięło udział około 1000 czołgów, z czego ponad połowa została zniszczona w walce.

## Przebieg działań bojowych
Pierwsze jednostki zwiadowcze Armii Czerwonej dotarły pod Warszawę pod koniec lipca 1944 roku, a 3 Korpus Pancerny nacierając od strony Mińska Mazowieckiego w kierunku północno-zachodnim podszedł na odległość 5 kilometrów od mostu na rzece Narew w Zegrzu, z zamiarem uchwycenia przepraw na Bugu i Narwi. Kontratak niemiecki rozpoczął się 30 lipca siłami XXXIX Korpusu Pancernego dowodzonego przez generała Karla Deckera, w rejonie Radzymina. Już 1 sierpnia niemieckie 19 Dywizja Pancerna i 5 Dywizja Pancerna SS „Wiking” po spotkaniu się pod Okuniewem zamknęły pod Wołominem w okrążeniu 3 Korpus Pancerny, który po ciężkich walkach został zmuszony do odwrotu. W dniu 2 sierpnia jednostki radzieckie przeszły do defensywy. 3 Korpus Pancerny został rozbity. Walki trwały do 10 sierpnia. Z powodu ogromnych strat (szczególnie dotkliwych w czołgach), wojska 2 Armii Pancernej już od 6 sierpnia były luzowane przez jednostki z 70 i 47 Armii.
Ofensywa Armii Czerwonej została powstrzymana, aczkolwiek radzieckie dokumenty wojskowe z tego okresu, które przywołuje w swej pracy Mikołaj Iwanow, nie potwierdzają, iż nastąpiło to bezpośrednio na skutek porażki w bitwie pancernej. Elitarne dywizje niemieckie zatrzymały postępy 1 Frontu Białoruskiego Armii Czerwonej. Istotnym powodem wstrzymania walk było również to, że wskutek szybkiego przesunięcia się linii frontu niebezpiecznie wydłużyły się linie zaopatrzenia, przy czym jednak związane z tym problemy rozwiązano mniej więcej do połowy sierpnia . Zastopowanie ofensywy było korzystne dla Józefa Stalina z powodu wybuchu 1 sierpnia powstania w Warszawie.

## Jednostki Armii Czerwonej biorące udział w bitwie
2 Armia Pancerna – generał lejtnant Aleksiej Radzijewski
- 3 Korpus Pancerny – generał major Nikołaj Wiedieniejew
- 8 Korpus Pancerny – generał lejtnant Aleksiej Popow
- 16 Korpus Pancerny – generał major Iwan Dubowoj[13].

## Niemieckie jednostki biorące udział w bitwie
- 1 Dywizja Pancerno-Spadochronowa „Hermann Göring” (starła się z 3 Korpusem Pancernym)
- 3 Dywizja Pancerna SS „Totenkopf” (starła się z 3 Korpusem Pancernym[8])
- 4 Dywizja Pancerna (starła się z 3 Korpusem Pancernym)
- 5 Dywizja Pancerna SS „Wiking” (starła się z 3 Korpusem Pancernym i 125 Korpusem Strzeleckim)
- 19 Dywizja Pancerna[1] (starła się z 3 Korpusem Pancernym i 8 Korpusem Pancernym)
- 73 Dywizja Piechoty (starła się z 8 Korpusem Pancernym i 16 Korpusem Pancernym)[14].

## Bitwa a powstanie warszawskie
Radziecka propaganda i historiografia, a w ślad za nią historiografia Polski Ludowej wskazywały bitwę pod Warszawą jako jedną z głównych przyczyn, dla których Armia Czerwona musiała wstrzymać ofensywę na kierunku warszawskim i nie była w stanie przyjść z pomocą powstaniu warszawskiemu. To właśnie z powodu poniesionych ogromnych strat, wojska 2 Armii Pancernej już od 6 sierpnia miały być luzowane przez jednostki z 70 i 47 Armii. Część zachodnich historyków również jest zdania, że bitwa zatrzymała radziecką ofensywę na kierunku warszawskim.
Zdaniem Mikołaja Iwanowa porażka spowolniła ofensywę 1 Frontu Białoruskiego, lecz w mniejszym stopniu niż przedstawiała to później radziecka propaganda. Mimo poniesionych strat 2 Armia Pancerna nie utraciła bowiem możliwości ofensywnych. W dokumentach z tego okresu, przechowywanych w Centralnym Archiwum MON Federacji Rosyjskiej, nie odnaleziono żadnej wzmianki o załamaniu natarcia na Warszawę ze względu na niemiecki opór. Radzieckie dowództwo oceniało przy tym, że niemiecki kontratak w rejonie Warszawy miał na celu jedynie zabezpieczenie ewakuacji na lewy brzeg Wisły – nie zaś zatrzymanie radzieckiego natarcia. 1 sierpnia dowodzący 2 Armią Pancerną generał Aleksiej Radzijewski wydał swoim oddziałom rozkaz przejścia do obrony, lecz miała to być jedynie przerwa taktyczna – niezbędna, aby uzupełnić zapasy amunicji i paliwa. Jeszcze 2 sierpnia radziecka „Prawda” zagrzewała czerwonoarmistów hasłem „na Warszawę!”. Piotr M. Majewski w swym artykule z 2004 roku oceniał, że „przegrana bitwa i konieczność zabezpieczenia linii komunikacyjnych mogły ograniczać zdolności uderzeniowe Armii Czerwonej nie dłużej niż 4 tygodnie”. Z kolei według Iwanowa już w połowie sierpnia 1 Front Białoruski był w stanie wznowić ofensywę i okazać konkretną pomoc polskim powstańcom w Warszawie .
Fakt, iż działania zaczepne na kierunku warszawskim wstrzymano na ponad miesiąc, wynikał z decyzji politycznej. Iwanow oceniał, że wybuch powstania warszawskiego zaskoczył Stalina, stąd postawa ZSRR wobec polskiego zrywu była początkowo ambiwalentna. Dopiero gdy okazało się, że polski zryw nie wygaśnie zbyt szybko, a jego przywódcy reprezentują opcję niepodległościową, Moskwa miała przyjąć wobec powstania jednoznacznie wrogą postawę. 6 sierpnia z szeregów 2 Armii Pancernej niespodziewanie wycofano 1 pułk pontonowy, co można uznać za rezygnację z przeprawy przez Wisłę. Dwa dni później 2 Armia Pancerna została wycofana spod Warszawy i skierowana na odpoczynek, a na jej miejsce wprowadzono znacznie słabszą 47 Armię. Z okolic miasta wycofano także radzieckie 61 i 70 Armię, a także 1 Armię Wojska Polskiego. Radzieckie lotnictwo otrzymało zakaz prowadzenia lotów bojowych nad Warszawą (obowiązywał do 10 września), dozwolone były wyłącznie loty rozpoznawcze. Według Iwanowa z militarnego punktu widzenia wstrzymanie przez Armię Czerwoną natarcia na Warszawę było przy tym działaniem nie tylko bezsensownym, lecz wręcz szkodliwym. Zaniechano bowiem rozwijającej się pomyślnie ofensywy w kierunku Berlina oraz pozostawiono w rękach Niemców ważny węzeł komunikacyjny. Zdaniem Iwanowa można z dużym prawdopodobieństwem przyjąć, że motywy tej decyzji były czysto polityczne. W dniach 10–15 września miały miejsce walki o prawobrzeżną Warszawę, a następnie 16–23 września o przyczółki warszawskie.